# Perodua Kelisa
Perodua Kelisa — городской автомобиль, выпускавшийся с 2001 по 2007 год малайзийским автопроизводителем Perodua. Название Kelisa автомобиль получил в честь склеропагеса — рыбы, произрастающей в Малайзии (ikan kelisa). 

## Описание
Автомобиль Perodua Kelisa основан на Daihatsu Mira (L700). В 2002 году автомобиль был представлен в Великобритании в роли преемника Nippa. Цена составила от 5000 фунтов стерлингов.
В 2002 году была выпущена ограниченная серия Kelisa с двухцветной окраской, кожаными сиденьями и кожаным рулевым колесом.
Perodua Kelisa выпускался в трёх комплектациях: EX, GX и EZ. 21 октября 2003 года автомобиль прошёл фейслифтинг. До рестайлинга автомобили имели 13-дюймовые колёса, а после рестайлинга — 14-дюймовые.
Perodua Kelisa имел 4 цвета: Kristal White, Sparkling Silver, Millenia Gold и Gemilang Blue. Весной 2004 года комплектация EX была заменена комплектациями 850 EX и 1000 EX, а комплектация GX была заменена комплектацией 1000 EX. Также были изменены передаточные числа для механических трансмиссий и габаритные размеры. 
В период с августа по ноябрь 2004 года выпускалась модель Kelisa SE (Special Edition). Автомобили поставлялись как с механической (GXS), так и с автоматической трансмиссией (EZS). 
В 2006 году в производство была запущена модель Kelisa Imago. Версии с механической трансмиссией получили индекс GXQ, а версии с автоматической трансмиссией — EZQ. 
В феврале 2007 года некоторые модели Kelisa поставлялись со встроенной технологией Bluetooth. 

## Галерея
- 2003—2007 Perodua Kelisa EZ
- 2003—2007 Perodua Kelisa EZ
- 2003—2007 Perodua Kelisa EX
- 2003—2007 Perodua Kelisa EX

## Продажи
| Год  | Малайзия |
| ---- | -------- |
| 2001 | 10,753   |
| 2002 | 37,099   |
| 2003 | 30,902   |
| 2004 | 30,577   |
| 2005 | 26,771   |
| 2006 | 23,619   |
| 2007 | 6,755    |
| 2008 | 76       |